# Fucile di precisione Tabuk
Il Tabuk è un fucile di precisione di origine irachena, per tiratori scelti, creato da una versione modificata della mitragliatrice leggera RPK.
Il Tabuk, come tutte le versioni del AK-47 e del Dragunov fabbricate in Iraq, è stato assemblato nei Al-Qadissiya Establishments, usando macchinari venduti al paese al tempo in cui il potere era nelle mani di Saddam Hussein dalla Zastava jugoslava, col beneplacito di Slobodan Milošević.